# Герб Роздольненського району
Герб Роздо́льненського райо́ну — офіційний символ Роздольненського району Автономної Республіки Крим, затверджений 6 липня 2009 року рішенням № 495-5/09 Роздольнської районної ради.

## Опис герба
Герб Роздольненського району складається зі щита класичної форми з загостреною нижньою частиною. В синьому полі щита — срібний лебідь, що пливе над потрійною срібною хвилястою балкою (нижня вдвічі ширша верхніх). В основі щита, на зеленому фоні 6 зібраних по 3 та схрещені золоті колоски. Щит прикрашений картушем, у нижній частині якого в синьому прямокутнику напис білими цифрами «1965». Верх щита додатково прикрашений короною. Знизу, під картушем — прикраса синьою стрічкою, на якій білими літерами, в один рядок написана назва району.

## Значення символів
Лебідь, що пливе, символізує найбільший на Кримському півострові природоохоронний заповідник, філіалом якого є заповідник «Лебедині острови» на півночі Роздольненського району.
Синє поле щита відображає синє море та блакитне небо.
Потрійна срібна балка символізує мережу зрошувального каналу, яким води Дніпра прийшли в роздольненські посушливі землі.
Зелене поле щита відображає свіжу зелень полів, садів, виноградників та городів, можливість ефективної обробки яких з'явилася з приходом у район дніпровської води.
Колоски символізують давні традиції вирощування зернових сільськогосподарських культур на роздольненських землях.
Напис «1965» означає рік утворення Роздольненського району.